# 아이치 기이치
아이치 기이치(일본어: 愛知 揆一, あいち きいち, 1907년 10월 10일 ~ 1973년 11월 23일)는 일본의 정치인으로 전후의 내각 대신이었다.  그는 외무대신, 대장대신과 문부대신을 포함하여 자신의 경력을 통하여 몇몇의 내각 수준의 지위들을 보유하였다.  그는 두드러지게 1971년 당시 사토 에이사쿠 총리를 대표하여 미국과 오키나와 반환 협정을 협상하고 조약을 맺었다.

## 초기 생애와 교육
도쿄도 고지마치구 (오늘날 지요다구)에서 아이치 게이이치와 요시아키의 맏아들로 태어났다.  1911년 부친 게이이치가 도호쿠 대학에서 물리학 교수가 된 후, 그의 가족은 센다이시로 이주하였다.  모친 요시아키 여사는 중국 학자의 가족 출신이며 전체의 가족이 학자 가족인 것으로 알려졌다.
아이치는 도쿄 대학에서 정치학을 전공하기 전에 미야기현 센다이 제2중·고등학교 (오늘날 센다이 제2고등학교)를 다니면서 1931년에 졸업하였다.  고등학생 시절 동안 그는 유도 클럽의 회원이었다.  그는 훌륭한 학생으로 알려졌고 최고 등급을 위하여 이후에 최고재판소 장관이 된 자신의 급우 오카하라 마사오와 경쟁하였다.  그는 도쿄 대학의 법학부에서 총재들 마키노 에이치 (형법)과 와가쓰마 사카에 (민법) 아래에서 수학하였다.  10 등급 마저 천재로 숙고되었어도 그는 "최우수" 15 등급을 받았다.  
자신이 중학교 3학년이었을 때 그의 부친은 42세의 나이에 복어 섭취로부터 식중독으로 사망하였다.

## 관료 경력
도쿄 대학을 졸업한 후, 그는 대장성에 가입하였고 은행국으로 맡아졌다.  그는 재무 비서로서 그리고 대장대신 바바 에이이치의 서기로서 영국과 프랑스에 지정되었다.  1947년 그는 은행국장이 되어 연합군 최고사령부가 자이바쓰를 깨면서 일본의 금융 부문을 보호하는 데 열심히 일하였다.  1948년 은행국장이었던 동안 그는 다케나카 주식회사에게 발행된 대출과 관련하여 불공정 부동산 거래 조사에 중의원 특별 위원회 앞에서 이케다 하야토와 고사카 젠타로와 더불어 증언하도록 소환되었다.

## 정치 경력
1950년 그는 대장성으로부터 사임을 하고 동년에 열린 참의원을 위한 두번째 정규 선거에서 자유당 후보로 출마하여 자신의 첫 선거를 이겼다.  그의 경험과 정책 결정 실력들은 당시 대장대신 이케다 하야토에 의하여 높은 평가를 받았다.  
그는 당시 요시다 시게루 총리에게 "요시다 13"의 가까운 보좌관들 중의 하나였고 1952년 제5차 요시다 내각에서 통상산업대신과 경제 심의청 장관으로 임명되었다.
1955년 그는 미야기 제1선거구를 위하여 총선에 출마하고 선출되어 중의원이 되었다.  동년에 그는 자유당과 일본민주당의 합병에 이어 자유민주당에 입당하였다.  
1957년 그는 제1차 기시 내각에서 내각관방장관으로 임명되었다.  이후에 그는 제2차 기시 내각에서 법무대신 겸 자치성 대신이 되었다.  1964년 아이치는 제3차 이케다 내각에서 문부대신 겸 과학기술청 대신으로 임명되었다.  이 무렵에 아이치는 이케다의 고성장 경제 정책을 서서히 비판하기 시작하였고 대신 기시 노부스케에게 접근하여 이후에 기시의 동생 사토 에이사쿠의 파벌에 가입하였다.  
파벌 안에서 그는 다나카 가쿠에이, 호리 시게루, 마쓰노 라이조와 하시모토 도미사부로와 더불어 "사토파 5봉행"으로 알려졌으며 사토의 정치 캠페인의 뒤에 천재로 "사회 개발"과 "인류에 대한 존중"의 슬로건들을 조정하였다.  
1964년 11월 이케다의 지병으로 인한 사임에 이어 아이치는 제1차 사토 내각에서 지속적으로 문부대신 겸 과학기술청 대신을 지내고 내각 개조 후에 다시 내각관방장관으로 임명되었다.  1968년 내각 개조 후에 그는 이후에 제2차 사토 내각에서 외무대신으로 임명되어 제3차 사토 내각에서 이 직위를 유지하였다.  외무대신으로서 그는 1970년 9월 뉴욕에서 유엔 총회에 참석하는 데 미국을 방문하였다.  이것을 거점으로 이용한 그는 1971년 오키나와 반환 협정의 조인으로 이끈 오키나와 반환을 위하여 일본과 미국 사이의 협상들에 책임이 있었다.
사토가 장기적 행정부 후에 퇴직을 한 후, 그는 사토가 자신의 후임자로서 숙고했던 후쿠다 다케오 대신 다나카 가쿠에이를 지지하였다.  그러고나서 아이치는 자유민주당 총재 선거를 위하여 다나카의 후보 지명을 위하여 정책 초안을 작성하였다.  1972년 다나카는 자유민주당 총재로 선출되고 총리가 되었다.
12월 22일 제2차 다나카 내각이 형성되고 아이치는 대장대신으로 임명되었다.  다나카는 자신이 아이치의 능력을 매우 높이 평가했기 때문에 자신의 행정부의 "트럼프 카드"로서 이 가장 어려운 기간 동안 적극적 재정 정책의 제안자로서 아이치를 임명하였다.
1973년 2월 스미소니언 협정이 완전히 붕괴되고 있으면서 아이치는 엔화를 외환 거래에서 큰 변화로 이끈 변동 환율제로 옮기기로 결정하였다.더욱 나가서 욤키푸르 전쟁에 의하여 일어난 1973년 유류 파동이 과열된 경제로 인해 극심한 부족과 인플레이션을 일으켰다.  이 모든 것의 한가운데 아이치는 활동적으로 다양한 해외 방문을 하고 경제 외교를 흥행하였다.

## 사망
석유 대책의 비상 사태 속에서 아이치는 자신의 업무로부터 극심적으로 피곤해졌고 감기에 걸렸다.  11월 22일의 한밤 중에 그는 고열이 있다고 불평하여 이어진 날의 저녁에 분쿄구의 저택으로부터 시나노마치에 있는 게이오 대학 병원으로 구급차로 이송되었으나 병원 도착 당시 이미 의식이 없었다.  그는 전혀 의식을 얻지 못하고 입원한지 얼마 안되어 같은 날 저녁 9시 50분에 사망하였다.
소식을 들은 다나카 가쿠에이는 병원으로 서두르고 아이치의 시신 앞에서 기절하고 말문이 막혔다.  그가 전체로 할 수 있었던 말은 "위대한 별이 떨어졌으며 지금 아이치군을 잃는 것이 고통스럽다."였다.  자신의 신임했떤 조언자의 사망에 슬퍼했던 다나카는 자신의 내각을 재개조하기로 결정하고 대장대신으로서 그의 후임자로서 후쿠다 다케오를 임명하였다.  이후에 아이치는 조시가야 능원에 안장되었다.   

## 출연 작품
- 운명의 인간 (2012년, TBS) - 배우: 오오와다 신야

## 같이 보기
- 사토 에이사쿠
- 사토파 5봉행